# Giornata mondiale del rifiuto della miseria
La giornata mondiale del rifiuto della miseria fu celebrata per la prima volta il 17 ottobre 1987 a Parigi, quando centomila difensori dei diritti umani di ogni paese cotra miseria, condizione e origine, si riunirono sul Sagrato dei Diritti dell'Uomo, al Trocadéro su iniziativa di padre Joseph Wresinski.
Fu riconosciuta ufficialmente dalle Nazioni Unite nel dicembre 1992.
Il cuore del messaggio della giornata è racchiuso in queste parole di padre Wresinski: Laddove gli uomini sono condannati a vivere nella miseria, i diritti dell'uomo sono violati. Unirsi per farli rispettare è un dovere sacro.